# Robert Bordaz
Robert Bordaz est un haut fonctionnaire français né le 6 juillet 1908 à Argenton-Château (Deux-Sèvres) et mort le 22 mars 1996 à Paris 5e.
En 1970, il a notamment été chargé par le gouvernement français de la construction du centre national d'art et de culture Georges-Pompidou.

## Biographie
Robert Bordaz fait ses études supérieures à l'université de Paris et obtient une licence ès lettres et un doctorat en droit, tout en suivant les cours de l’École libre des sciences politiques.  En 1932, il fréquente le cercle de Pontigny. Après l’invasion de 1940, il rejoint le général de Gaulle à Alger, où il fera la connaissance de René Mayer et de Claudius Petit. 
À la Libération, il entre au Conseil d’État, collabore avec René Mayer, alors ministre des Travaux publics. De 1948 à 1951, il est directeur de cabinet d'Eugène Claudius-Petit, ministre de la Reconstruction et de l'Urbanisme, ce qui lui permet de rencontrer Le Corbusier, que le ministre défend avec ardeur et à qui il confie d'ambitieux projets de construction dans la ville de Firminy dont il est le maire. 
Nommé conseiller d'État en 1958, il devient en 1962 directeur général de la Radiodiffusion-télévision française (RTF). Il tente de licencier la présentatrice Denise Glaser parce qu'elle a diffusé la chanson de Jean Ferrat Nuit et Brouillard, mais il doit faire marche arrière sur pression de son ministre Alain Peyrefitte. Il avait auparavant organisé l’exposition française à Moscou (1961), avant d'être chargé du pavillon français à l’Exposition universelle de 1967 à Montréal. Le 23 juillet 1964, remplacé par son directeur adjoint Jacques-Bernard Dupont, il est démis de son poste de directeur général de la RTF devenue entre-temps l'Office de radiodiffusion-télévision française (ORTF). 
Le 26 août 1970 Bordaz est nommé en Conseil des ministres « délégué pour la réalisation du Centre du plateau Beaubourg ». Alors que la description de la position rédigée par l’équipe de programmation menée par l’architecte et ingénieur François Lombard demandait la nomination d’un candidat jeune ayant de l’expérience dans le domaine de la construction, le président Pompidou choisit Bordaz, qui est alors Conseiller d’État, un haut fonctionnaire expérimenté, un intellectuel qui a collaboré à des magazines littéraires et a participé à l’organisation du Festival de Cannes, qui était responsable de l’ORTF, qui durant la guerre d’Indochine avait organisé l’évacuation française après Dienbienphu, qui avait organisé l’exposition française à Moscou et était responsable du pavillon français de l’Expo 67 à Montréal. En plus de leur appartenance politique commune en tant que membres du mouvement gaulliste, Bordaz et Pompidou partagent une formation en sciences humaines. Le premier a étudié le droit et la littérature à Paris et a fréquenté les cercles intellectuels autour de Paul Desjardins, le second est diplômé de l'École normale supérieure en 1934 avec le plus haut niveau de l’agrégation de lettres.
La nomination de Bordaz a rapidement été approuvée par l’équipe de programmation. Bien qu’il ne soit que peu connu du public, il fut reçu avec beaucoup de respect dans le monde politique. Au vu de son âge, il était alors pensé que cette nomination serait la dernière de sa carrière.
En janvier 1972, Robert Bordaz est ensuite nommé président de l'établissement public du Centre Beaubourg, chargé de la construction du Centre Georges-Pompidou, dont il devient le premier président de 1976 à son ouverture au public en 1977 (décret du 15 septembre 1976).
Dans un entretien avec Enrique Walker, l’architecte Renzo Piano dit : « Bordaz était un génie, un fonctionnaire dévoué, mais aussi un homme vraiment fantastique. Il lui a fallu un an pour nous comprendre pleinement et comprendre ce que nous voulions réaliser, mais ensuite il nous a défendus à chaque occasion. C’est devenu une sorte d'histoire d'amour. Je n'oublierai jamais ce jour, peu de temps après la mort de Pompidou et l'entrée en fonction de Giscard d'Estaing. Des discussions ont eu lieu sur le remplacement de Bordaz par quelqu'un d'autre. Richard et moi nous sommes mis en colère, en criant s'il part, nous partons. »
Il s'inscrit au barreau de Paris puis, en 1981, il est chargé par François Mitterrand d’une mission d’étude sur l’exposition universelle prévue pour la célébration du bicentenaire de la Révolution et qui n’aura finalement pas lieu. 
Il présida l'Union centrale des arts décoratifs (1975-1989). Il présida également l'École spéciale d'architecture à Paris.

## Décorations
- Commandeur de l'ordre des Arts et des Lettres au titre de « directeur général de la radiodiffusion-télévision française » (1963)[5].

## Ouvrages
- Bordaz, Robert : La loi de Marx sur les capitaux à la lumière des événements contemporains – Thèse de doctorat, L. Rodstein, Paris, 1933
- Bordaz, Robert : La politique française de l’habitation, Librairie sociale et économique, Paris, 1950, (OCLC 301505153)
- Bordaz, Robert : Pour donner à voir, Edition Cercle d’art, Paris, 1987,  (ISBN 2-7022-0216-0)
- Bordaz, Robert : Entretiens Robert Bordaz, Renzo Piano, Éditions Cercle d’Art, Paris, 1997,  (ISBN 2-7022-0487-2)
- Bordaz, Robert : Le Centre Pompidou: une nouvelle culture, Éditions Ramsay, 1997,  (ISBN 2-85956-033-5)
- de 1971 à 1978 : Plusieurs Articles dans la Revue des deux mondes, Conception et Réalisation du Centre Beaubourg, online , Les progrès du Centre Beaubourg, online, Petit dictionnaire des idées fausses, online